# Julius Sternheim (Filmproduzent)
Julius Sternheim (Pseudonyme Ernst J. Heim und Ulli Stheim; 12. Juni 1881 in Hannover – 10. Oktober 1940 in Johannesburg) war ein deutscher Drehbuchautor, Filmproduzent und Produktionsleiter.

## Leben und Wirken
Sternheim übersiedelte bereits als Kind mit seinen Eltern nach Berlin. Er besuchte das Friedrichswerdersche Gymnasium und absolvierte eine kaufmännische Lehre in einer Lederfabrik. 1904 schiffte er sich nach New York ein, wo er eine Zeit lang bei Goldman Sachs arbeitete. Anschließend war er als Journalist für eine Zeitung in Denver tätig, ehe er um 1908 wieder nach Berlin zurückkehrte. Ab 1909 mit Berta „Bella“ Lewinski verheiratet, übernahm er kurz darauf auf Wunsch seines Schwiegervaters die Leitung einer Berliner Piano-Fabrik. Im Ersten Weltkrieg wurde er zur Artillerie einberufen. Nach seiner Heimkehr begann er sich filmisch zu betätigen. Er war Prokurist der Decla-Film-Gesellschaft Holz & Co. OHG und der Deutschen Bioscop AG, dem nach dem Zusammenschluss zur Decla-Bioscop AG neben der UFA größten deutschen Filmkonzern. 1923 gründete er seine eigene Sternheim-Film GmbH (1923–1932). Parallel dazu schrieb er Drehbücher und Theaterstücke und bekleidete diverse Ehrenämter, etwa als Arbeitsrichter für Film und Bühne am Arbeitsgericht Berlin sowie als Mitglied der Filmprüfstellen Berlin und München.
Wegen seiner jüdischen Herkunft verlor Sternheim nach der NS-Machtergreifung 1933 seine wirtschaftliche und soziale Stellung und konnte sich nicht mehr künstlerisch betätigen. Im März 1939 emigrierte er mit seiner Frau nach Johannesburg in Südafrika, wo der gemeinsame Sohn Walter bereits seit 1933 lebte. Auch dort bot sich für Julius Sternheim aber keine Möglichkeit mehr, schriftstellerisch oder filmisch zu arbeiten, und er starb bereits nach anderthalb Jahren im Exil an einem Aortenaneurysma.

## Familie
Sein älterer Bruder war der Dramatiker Carl Sternheim. Daneben hatte er noch den jüngeren Bruder Felix (1882–1946) sowie die drei Schwestern Maria (1879–1922), Gertrude Jeanette Jeaffreson geb. Sternheim (1880–1958) und Edith Lea Bing geb. Sternheim (1883–1957). Sein Vater Carl Jakob Sternheim (1852–1918) war wie der Großvater Julius Carl Sternheim (1820–1877) Bankier, außerdem Börsenmakler und Eigentümer des Hannoverschen Tageblatts. Sein Onkel war der Hannoversche Journalist und spätere Direktor des Berliner Belle-Alliance-Theaters, Hermann Sternheim.
Julius Sternheims Witwe Bella (* 1890) starb 1957 in Johannesburg, Sohn Walter (* 1910) im Jahr 1974 ebenda. Zur Tochter Grete, verehelichte Fritz (* 1911), liegt derzeit kein Sterbedatum vor.

## Filmografie (Auswahl)
(D: als Drehbuchautor, P: als Produzent)
- 1917: Die gute Partie (D)
- 1918: Das Lied der Mutter (D)
- 1918: Das verwunschene Schloß (D)
- 1918: Harry lernt gruseln (D)
- 1918: Harry wird Millionär (D)
- 1918: Der Weg, der zur Verdammnis führt (D)[10]
- 1919: Der Weg, der zur Verdammnis führt, 2. Teil. Hyänen der Lust (D)[11]
- 1919: Die blonde Loo (D)
- 1920: Sieger Tod (D)
- 1921: Die Jagd nach Wahrheit (D)
- 1921: Die Ratten (D)
- 1921: Das Fräulein vom Amt (D)
- 1921: Violet (D)
- 1924: Der Klabautermann (D, P)
- 1926: Spitzen (P)
- 1926: Die Waise von Lowood (P)
- 1927: Männer vor der Ehe (P)
- 1928: Mädchenschicksale (P)
- 1929: Jennys Bummel durch die Männer (Produktionsleitung)
- 1929: Phantome des Glücks (Produktionsleitung)

## Schriften
- Der Filmautor, gestern und morgen. In: Das Tage-Buch. Jahrgang 1, Nr. 35, 11. September 1920, S. 1142–1144 (Textarchiv – Internet Archive).